# Kamenica (Drina)
Pour les articles homonymes, voir Kamenica.
La Kamenica est une rivière de Bosnie-Herzégovine, et un affluent gauche de la Drina, donc un sous-affluent du Danube, par la Save. Elle fait partie du bassin versant de la mer Noire.

## Géographie
Elle conflue en rive gauche de la Drina à Đevanje.